# 田村諄之輔
田村 諄之輔（たむら じゅんのすけ、1929年（昭和4年）1月1日 - 2011年（平成23年）9月6日）は、日本の法学者。専門は商法、特に会社法。学位は、博士（法学）。東京都出身。

## 略歴
1961年（昭和36年） 東京大学法学部卒業、東京大学法学部助手。1964年（昭和39年） 立教大学専任講師、1966年（昭和41年） 同助教授。1970年（昭和45年）上智大学法学部助教授、1975年（昭和50年）同教授。1987年（昭和62年）上智大学法学部長。1994年定年、特別契約教授。1998年（平成10年）退職、名誉教授、東亜大学教授。2000年（平成12年） 博士（法学）（早稲田大学）。
学外では、日本信託法学会理事、同常務理事、日本学術会議民事法学研究連絡委員会委員、法制審議会商法部会委員、司法試験考査委員などを歴任した。

## 著書

### 単著
- 『合併手続の構造と法理』（有斐閣、1995年）
- 『会社の基礎的変更の法理』（有斐閣〈上智大学法学叢書16〉、1993年）

### 共編著
- （戸塚登）『会社法読本』（有斐閣〈有斐閣選書〉、1983年）
- （平出慶道）『現代法講義 商法総則・商行為法』（青林書院、1990年）
- （平出慶道）『現代法講義 手形法・小切手法』（青林書院、1990年）
- （平出慶道）『現代法講義 会社法』（青林書院、1991年）
- （戸塚登）『会社法読本〔新版〕』（有斐閣〈有斐閣選書〉、1991年）
- （平出慶道）『現代法講義 保険法・海商法』（青林書院、1992年）
- （戸塚登・落合誠一）『目で見る商法教材』（有斐閣、1993年）
- （戸塚登）『会社法読本〔第3版〕』（有斐閣〈有斐閣選書〉、1994年）
- （平出慶道）『現代法講義 保険法・海商法〔補訂版〕』（青林書院、1994年）
- （戸塚登）『会社法読本〔第4版〕』（有斐閣〈有斐閣選書〉、1995年）
- （平出慶道）『現代法講義 保険法・海商法〔補訂第2版〕』（青林書院、1996年）
- （戸塚登）『会社法読本〔第5版〕』（有斐閣〈有斐閣選書〉、1998年）
- （戸塚登・落合誠一）『目で見る商法教材〔第2版〕』（有斐閣、1998年）
- （戸塚登）『会社法読本〔第6版〕』（有斐閣〈有斐閣選書〉、2000年）
- （戸塚登・落合誠一）『目で見る商法教材〔第3版〕』（有斐閣、2001年）
- （戸塚登・落合誠一）『目で見る商法教材〔第4版〕』（有斐閣、2002年）
- （戸塚登・落合誠一）『目で見る商法教材〔第4版補訂版〕』（有斐閣、2003年）

## 論文
- 「会社合併における債権者保護（1）」『上智法学論集』第15巻第3号（1972年）
- 「会社合併における債権者保護（2・完）」『上智法学論集』第18巻第2号（1975年）
- 「合併における株式交換手続」『上智法学論集』第19巻第2・3号（1976年）
- 「労働契約の商行為性」『上智法学論集』第20巻第3号（1977年）